# Yimas
Yimas ist eine Sprache in Papua-Neuguinea. Sie wird von etwa 300 Personen in einem Seitental des Karawari im Süden der East Sepik Province gesprochen und wird zunehmend durch Tok Pisin verdrängt. Yimas ist eine agglutinative Sprache, verwendet also hauptsächlich Affixe zur Bildung von Wortformen. Die Morphologie ist sehr reichhaltig, Verbformen können viele Affixe sowie inkorporierte Wörter enthalten.

## Klassifikation
Yimas gehört zur Sprachfamilie der Lower-Sepik-Sprachen, die auch Nor-Pondo-Sprachen genannt werden. Zusammen mit dem nördlich benachbarten Karawari bildet es eine Untergruppe, die wiederum mit dem Chambri die westliche Gruppe der Sprachfamilie bildet.
Inwieweit die Lower-Sepik-Sprachen mit anderen Sprachfamilien der Region verwandt sind, ist noch nicht vollständig geklärt. Einige Forscher behaupten die Existenz der Sepik-Ramu-Sprachfamilie, zu der auch die Lower-Sepik-Sprachen gehören sollen, dies wird seit einigen Jahren jedoch zunehmend bestritten.

## Geschichte
Die Dörfer der Yimas liegen im Süden der East Sepik Province an einem Nebenfluss des Karawari, der seinerseits nördlich in den Sepik entwässert. In der Zeit vor den ersten Kontakten mit der westlichen Welt in den 1930er-Jahren lebten die Yimas als sesshafte Jäger und Sammler, die jedoch auch Handwerk und Handel zu anderen Völkern pflegten. Ackerbau und Viehzucht waren zwar bekannt, aber man tauschte lieber Handwerksprodukte gegen landwirtschaftliche Güter als diese selbst zu produzieren. Die intensiven Handelsbeziehungen, vor allem mit den Iatmul, den Alamblak und den Arafundi, finden auch Niederschlag in der Sprache. Für viele landwirtschaftliche Geräte und Produkte wurden Lehnwörter ins Yimas eingeführt.
Daneben gab es Pidgin-Sprachen, die mit den Handelspartnern gepflegt wurden. Diese Pidgins werden heute nicht mehr verwendet. Moderne Lehnwörter kommen vor allem vom Tok Pisin in die Sprache, das sich mittlerweile als Lingua franca in Papua-Neuguinea etabliert hat und zunehmend die indigenen Sprachen verdrängt. Nur wenige Kinder sprechen noch Yimas, wodurch die Sprache als vom Aussterben bedroht angesehen werden muss.
William Foley hielt sich von 1977 bis 1988 insgesamt 17 Monate bei den Yimas auf und erforschte in dieser Zeit intensiv die Sprache und Kultur des Volkes. Eine umfassende Grammatik, die auch einen Abschnitt zur Ethnologie der Yimas enthält, erschien 1991. Weitere Feldforschung ist seitdem nicht unternommen worden. Eine Verschriftlichung hat bisher nicht stattgefunden, es existiert lediglich die in der Grammatik von William Foley benutzte phonemische Orthografie.

## Phonetik und Phonologie

### Konsonanten
Das Phoneminventar des Yimas ist wie bei papuanischen Sprachen üblich, recht wenig umfangreich. Wie viele Sprachen der Region hat Yimas keine Frikativphoneme. Allerdings kommen Frikative als Aussprachevarianten der Verschlusslaute vor. Die folgende Tabelle beinhaltet die Phoneme der Sprache.
|                        | bilabial | bilabial | alveolar | alveolar | palatal | palatal | velar | velar |
| ---------------------- | -------- | -------- | -------- | -------- | ------- | ------- | ----- | ----- |
| stl.                   | sth.     | stl.     | sth.     | stl.     | sth.    | stl.    | sth.  |       |
| Plosive                | p        |          | t        |          | c       |         | k     |       |
| Nasale                 |          | m        |          | n        |         | ɲ       |       | ŋ     |
| Taps/Flaps             |          |          |          | ɾ        |         |         |       |       |
| laterale Approximanten |          |          |          |          |         | ʎ       |       |       |
| Approximanten          |          | w        |          |          |         | j       |       |       |

Der phonemische Status der palatalen Konsonanten /c/, /ɲ/ und /ʎ/ (letzteres wird in den Beispielen als l geschrieben) ist nicht vollständig geklärt. In der Regel ist ihr Auftreten vorhersagbar, sie entstehen zumeist durch Palatalisierung aus den alveolaren Konsonanten /t/, /n/ und /r/. Es gibt jedoch auch einige wenige Wörter, in denen diese Konsonanten bereits als zugrunde liegend betrachtet werden müssen, wie bspw. akulɨm (Handgelenk), ɨɲcɨt (Urin) und andere, die jedoch historisch ebenfalls auf alveolare Konsonanten zurückgehen, wie man anhand der entsprechenden Wörter im Karawari, der am nächsten verwandten Sprache, sehen kann: awkurim (Handgelenk) bzw. sɨndi (Urin).
Treffen ein Nasal und ein Plosiv aufeinander, so werden sie meist an der gleichen Artikulationsstelle gesprochen. Andere Kombinationen wie mt, mk, np, ŋt usw. sind selten oder gar nicht bezeugt. Ein Beispiel ist pamki (Beine). Das Gleiche gilt, wenn am Wort- oder Silbenende Plosive vor Nasalen stehen. In diesem Fall wird der Nasal silbisch gesprochen, zum Beispiel in watn [ˈwatn̩] (eine Hartholzart).
Plosive werden nach Nasalen in der Regel stimmhaft gesprochen, /p/ auch vor u. Am Wortanfang und vor betonten Vokalen sind sie aspiriert und stimmlos. Beispiele: ɲct [ˈɪɲɟɪt] (Urin), pamki [ˈpʰamgi] (Beine), tkay [tʰəˈkʰaɪ̯] (Nase), kput [kʰɞˈbut] (Regen). /p/ und /w/ verschmelzen zu einem stimmhaften Frikativ: ipwa [iˈβa] (ihrPL). Steht /k/ zwischen zwei Vokalen, wobei der zweite unbetont ist, wird es als stimmhafter Frikativ realisiert: amanakn [ʌmʌˈnaɣɨn] (mein). /c/ wird zwischen Vokalen als stimmloser Frikativ gesprochen: acak [ˈasʌk] (schicken).
ʎ steht in freier Variation zwischen [⁠ʎ⁠] und [lʲ], r variiert in der Aussprache zwischen [⁠l⁠] und [⁠ɾ⁠].

### Vokale
|             | vorne | vorne | zentral | zentral | hinten | hinten |
| ung.        | ger.  | ung.  | ger.    | ung.    | ger.   |        |
| geschlossen | i     |       | ɨ       |         |        | u      |
| offen       |       |       | a       |         |        |        |

Die bei weitem am häufigsten auftretenden Vokale sind /a/ und /ɨ/. ɨ erscheint zudem als Einschubvokal, wenn ansonsten zu viele Konsonanten hintereinander stehen würden oder nicht erwünschte Konsonantengruppen entstünden. In der Umgebung von u, selten auch in anderen Kontexten, wird dabei ein u eingeschoben: mml [məmɪʎ] (eine Schlangenart), ŋmkŋn [ŋəmgəŋɨn] (unterhalb), maŋkuml [maŋgɯmuʎ] (zwei Adern).
Die Vokalphoneme (außer /i/) unterliegen zahlreichen phonologischen Änderungen.

### Betonung
Der Hauptakzent liegt in der Regel auf der ersten Silbe eines Wortes. Enthält die erste Silbe einen Einschubvokal, die zweite aber nicht, so wird die zweite Silbe betont. Wenn sowohl die erste als auch die zweite Silbe einen Einschubvokal enthalten, liegt die Betonung wiederum auf der ersten Silbe. In Wörtern mit mehr als drei Silben erhält die dritte Silbe zudem einen Nebenakzent.
Beispiele:
| Wort            | Aussprache           | Übersetzung                        | Bemerkung                                                  |
| --------------- | -------------------- | ---------------------------------- | ---------------------------------------------------------- |
| ŋarwa           | [ˈŋaɾwʌ]             | Penis                              |                                                            |
| kcakk           | [kʰɪˈsaɣək]          | schneiden                          | erste Silbe Einschubvokal → zweite Silbe betont            |
| mɲŋ             | [ˈmɪɲɪŋ]             | Zunge                              | erste beiden Silben mit Einschubvokal → erste Silbe betont |
| yamparan        | [ˈjambʌɾʌn]          | aufstehen                          |                                                            |
| malcakwa        | [ˈmaʎcɔkwʌ]          | unterer Rückenbereich              |                                                            |
| yacɨrɨm         | [ˈjɛsəɾəm]           | ein Zubehörteil zum Betelnusskauen |                                                            |
| yawkawpunumprum | [ˈjawkʌwˌpʰunɯmbɾɯm] | gelbes Opossum                     | Nebenakzent auf der dritten Silbe                          |

Das Genitivsuffix -na, das an Personalpronomen verwendet wird, zieht die Hauptbetonung des Wortes auf sich: ama-na-kn [ʌmʌˈnaɣɨn] (mein).

## Grammatik

### Wortarten und Wortbildung
Yimas verfügt über insgesamt zehn Wortarten, von denen nur zwei, Substantive und Verben, offene Klassen sind, d. h. durch neue Wörter ergänzt werden können. Die übrigen Wortarten umfassen Adjektive, von denen es nur fünf gibt, Numeralia, Orts- und Zeitadverbien, Pronomen, Demonstrativa, Konjunktionen und Interjektionen. Eine Ableitung von Substantiven aus Verbstämmen oder von Verben aus Substantivstämmen ist nicht möglich.
Die Ableitung neuer Wortstämme oder Bedeutungen erfolgt durch Affixe, durch Komposition, d. h. das Zusammensetzen mehrerer Stämme zu einem neuen, sowie durch Verbserialisierung, d. h. Verkettung von Verbstämmen, teilweise mit einem dazwischenstehenden Serialisierungssuffix: waraca-mpi-wa, wörtlich „zurückkehren-SEQ-gehen“, bedeutet bspw. „zurückkommen“. Der gesamte Komplex wird wie ein einzelner Verbstamm behandelt.

### Morphologie

#### Morphologie am Nomen
Yimas verfügt über 19 Genera, die im Folgenden mit römischen Zahlen bezeichnet werden. Teilweise kann man am Nomen selbst erkennen, zu welchem Genus es gehört. Sechs der Genera bestehen nur aus einem einzigen Nomen. Die Genera sind teilweise semantisch motiviert, d. h. Nomen, die zum gleichen Genus gehören, haben in ihrer Bedeutung oft gemeinsame Eigenschaften. Daneben verhalten sich Nomen des gleichen Genus auch in Bezug auf die Numerusflexion oftmals ähnlich. Bei den Numeri werden Singular (SG), Dual (DU) und Plural (PL) unterschieden. Einige Substantive bilden die Numerusformen durch Suppletion, d. h. mit jeweils eigenen Stämmen für Dual und Plural.
Die Genuskongruenz innerhalb der Nominalphrase funktioniert ähnlich wie im Deutschen, was folgendes Beispiel verdeutlicht:
| nam                         | ama-na-nm          | mpa-nm      | kpa-nm      |
| Haus(XII.SG)                | ich-Genitiv-XII.SG | eins-XII.SG | groß-XII.SG |
| „mein einziges großes Haus“ |                    |             |             |

| Genus | semantische Klasse                                 | häufig auftretende Endungen | häufig auftretende Endungen | häufig auftretende Endungen | Beispielnomen (DU, PL) (Übersetzung) |
| Genus | semantische Klasse                                 | Singular (SG)               | Dual (DU)                   | Plural (PL)                 | Beispielnomen (DU, PL) (Übersetzung) |
| ----- | -------------------------------------------------- | --------------------------- | --------------------------- | --------------------------- | --- |
| I     | männliche Personen                                 | versch.                     | -rm                         | versch.                     | apwi (apwicrm, apwiam) (Vater) kalakn (kaymampan, kumpwi) (Junge) takul (takulɲcrm, takulct) (Schwager) apanwakn (apanwakntrm, apanwakntt) (alter Mann) |
| II    | weibliche Personen                                 | -maŋ                        | -mprum                      | -mput                       | ŋay(u)k (ŋaykrm, ŋaykumpam) (Mutter) kaywi (kaywcrm, ŋaykumpn kumpwi) (Mädchen) marmaŋ (marmprum, marmput) (Schwägerin einer Frau) apanwaknmaŋ (apanwaknprum, apanwaknput) (alte Frau) |
| III   | größere Tiere                                      | versch.                     | -ntrm                       | -(aw)i, -ŋkat               | yura (yurantrm, yuray) (Hund) kika (kikantrm, kikawi) (Ratte) wantat (wantatntrm, wantarŋkat) (buntes Opossum) |
| IV    | Pflanzen                                           | -(u)m                       | -mul                        | -uŋi                        | irpm (irpmul, irpuŋi) (Kokospalme) plum (plmul, pluŋi) (ein Sumpfbusch) tapukam (tapukamul, tapukaŋi) (ein Baum) |
| V     | versch., enthält etwa die Hälfte aller Substantive | versch.                     | -(nt)rm                     | -(ŋ)kat, -ra, -i            | awkp (awkpntrm, awkpŋkat) (wilde Sagopalme) awak (awakrm, awaki) (Stern) mpum (mpumtm, mpumkat) (großer Krebs) awn (awntm, awnra) (Pitpit-Vogel) irmpŋ (irmpŋtm, irmpŋkat) (eine Art Trommel) kapun (kapuntrm, kapuntt) (eine Süßwasserkrabbe) tkt (tktntrm, tkrŋkat) (Stuhl) mml (mmlcrm, mmlŋkat) (eine Schlange) tkay (tkaɲcrm, tkayŋkat) (Nase) |
| VI    | versch.                                            | -ŋ                          | -ŋkl                        | -ŋki                        | trŋ (trŋkl, trŋki) (Zahn) akrŋ (akrŋkl, akrŋki) (grüner Baumfrosch) |
| VII   | versch.                                            | -m                          | -mpl                        | -mpat                       | akm (akmpl, akmpat) (eine Grasart) piam (piampl, piampat) (Pfeil) aprm (aprmpl, apra) (Teller) |
| VIII  | versch. (nur etwa 20 Substantive)                  | -i                          | -(y)l                       | -(y)ɲcmpt                   | kay (ka(y)l, ka(y)cmpt) (Kanu) arakwi (arakul, arakwɲcmpt / arakuɲcmpt) (eine Weinart) waŋki (waŋk(i)l, waŋkia) (Querbalken) |
| IX    | versch.                                            | -wa                         | -awl                        | -ut                         | trukwa (trukawl, trukut) (Knie) maywa (maywawl, maywut) (Seite des Unterleibs) |
| X     | versch.                                            | -uk                         | -ukul                       | -ukwat                      | antuk (antukul, antukwat) (Stimme) tpuk (tpukul, tpwi) (Pfannkuchen aus Sagomehl) |
| XI    | versch.                                            | -uŋ                         | -uŋkul                      | -uŋkwi                      | awŋ (awŋkul, awŋkwi) (Ei) mpnawŋ (mpnawŋkul, mpnawŋkwi) (Ellenbogen) |
| XII   | Haus                                               | nam                         | naml                        | nampt                       | enthält nur dieses Wort |
| XIII  | Dorf                                               | num                         | numul                       | nmkat                       | enthält nur dieses Wort |
| XIV   | Nacht                                              | wut                         | wutntrm                     | wurŋkat                     | enthält nur dieses Wort |
| XV    | Wasser                                             | arm                         | -                           | -                           | enthält nur dieses Wort, kommt nur im Singular vor |
| XVI   | Feuer                                              | awt                         | -                           | -                           | enthält nur dieses Wort, kommt nur im Singular vor |
| XVII  | Kalk                                               | awi                         | -                           | -                           | enthält nur dieses Wort, kommt nur im Singular vor |
| XVIII | Gesprochenes                                       | -                           | -                           | -                           | keine Substantive, nur Kongruenz |
| XIX   | Handlungen                                         | -                           | -                           | -                           | keine Substantive, nur Kongruenz |

Die beiden letzten Genera, XVIII und XIX, stellen einen Sonderfall dar, da es keine Substantive gibt, die diesem Genus angehören. Trotzdem treten die entsprechenden Kongruenzmorpheme häufig auf, um eine pronominale Kongruenz mit den genannten abstrakten Bedeutungen anzuzeigen:
| ma-mpwi                                                                     | pia-ŋa-i               |
| andere-XVIII                                                                | XVIII-1.SG.Dativ-sagen |
| „(Er) sagte mir etwas anderes.“ (ma- ist eines der fünf Adjektive im Yimas) |                        |

Das einzige Kasussuffix im Yimas, das direkt an das Nomen angefügt wird, ist -n, das im Singular nach -i, im Dual generell und im Plural nach den Pluralendungen -i, -mpt (VIII) sowie -ut (IX) zu -nan oder -ɲan wird. -ɲan entsteht dabei aus einer Verschmelzung der Endung -i mit -nan. Das Morphem bezeichnet einen Obliquus (OBL) und kann für Lokalangaben verwendet werden sowie für den Ausdruck des Mittels, des Ziels und ähnlichem.
| kaŋk-ɲan                                                                | na-ka-warapa-kia-k                                |
| Muschel(VI)-PL.OBL                                                      | 3.SG.Patiens-1.SG.Agens-schneiden-nachts-Irrealis |
| „Ich schnitt ihn in der Nacht mit Muscheln.“ (instrumentale Verwendung) |                                                   |

| ŋaŋk-ɲan                                       | ama-na-irm-n                        |
| Gras(VII)-PL.OBL                               | 1.SG.Subjekt-definit-stehen-Präsens |
| „Ich stehe im Gras.“ (lokativische Verwendung) |                                     |

Subjekte und Objekte werden nicht mit eigenen Kasusendungen markiert. Die Referenz wird durch die Verbkongruenz deutlich:
| ŋaykum                                          | i-mpu-tar-kamta-k                                          | i-cal-cɨ-t                      | anti              |
| Frau(II.PL)                                     | VIII.SG.Patiens-3.PL.Agens-Kausativ-sauber werden-Irrealis | VIII.SG-Kausativ-werden-Perfekt | Fußboden(VIII.SG) |
| „Die Frauen haben den Fußboden sauber gemacht.“ |                                                            |                                 |                   |

Zum Ausdruck des Besitzes kennt das Yimas ein Genitivsuffix -na, das ans Ende der Nominalphrase angefügt wird, ähnlich dem englischen Genitiv-s. In Verbindung mit den Personalpronomen entstehen so Possessivpronomen. Der Besitzer geht dem Besitz voraus, d. h. die Genitivphrase steht vor dem Hauptwort.
| awt                                                     | m-nanaŋ-pampay-taw-na-ntut-na                                  | kalakn     |
| Feuer                                                   | jener-Durativ-tragen-sitzen-Durativ-entf.Vergangenheit-Genitiv | Kind(I.SG) |
| „das Kind desjenigen, der immer auf das Feuer aufpasst“ |                                                                |            |

Optional kann nach dem Genitivsuffix noch ein Kongruenzanzeiger stehen, der Genus und Numerus des Hauptwortes anzeigt:
| tuŋkntuma-na-kn              | marm         |
| Opossum(III.SG)-Genitiv-V.SG | Geruch(V.SG) |
| „der Geruch des Opossums“    |              |

#### Pronomen

##### Personalpronomen
Yimas besitzt nur Personalpronomen der ersten und zweiten Person. Für die dritte Person kommen die Demonstrativa zum Einsatz. Die Personalpronomen der zweiten Person werden im Dual und Plural aus denen der ersten Person durch ein Infix -w- abgeleitet. Im Paucal, der nur bei Pronomen auftritt, werden die beiden Personen jedoch nicht unterschieden.
| Person | Singular | Dual  | Paucal | Plural |
| ------ | -------- | ----- | ------ | ------ |
| 1.     | ama      | kapa  | paŋkt  | ipa    |
| 2.     | mi       | kapwa | paŋkt  | ipwa   |

##### Demonstrativpronomen
Anders als bei den Personalpronomen wird bei den Demonstrativa zwischen Paucal und Plural kein Unterschied gemacht. Es gibt drei Demonstrativa. -k zeigt die Nähe zum Sprecher an, m- die Nähe zum Angesprochenen und -n eine Distanz zu beiden. Demonstrativa stehen vor oder nach dem Bezugswort, meist jedoch danach. -k und -n werden mithilfe der Verbpräfixe nach Genus und Numerus flektiert, m- mithilfe der Suffixe, die an Adjektiven verwendet werden, siehe unten.
Beispiele:
| impram                                            | p-k           | p-apk       |
| Korb(VII.SG)                                      | VII.SG-dieser | VII.SG-sein |
| „Dies ist ein Korb.“ (wörtl.: „Dieser Korb ist.“) |               |             |

| numkat                       | m-ra               |
| Dorf(XIII.PL)                | jener.hier-XIII.PL |
| „jene Dörfer dort (bei dir)“ |                    |

Zusätzlich werden mithilfe von Affixen aus diesen Demonstrativpronomen Adverbien gebildet: tak (hier), mnti (dort bei dir), tan (dort).

##### Possessivpronomen
Wie bereits im Abschnitt zur Nominalmorphologie beschrieben, können mit dem Suffix -na- aus Personalpronomen Possessivpronomen gewonnen werden. In der dritten Person steht na- allein. Beide Formen werden mit Suffixen, die Genus und Numerus anzeigen, flektiert, wobei diese Kongruenz bei dem als Suffix gebrauchten -na bisweilen entfällt.
| Genus | Singular | Dual    | Plural |  | Genus | Singular | Dual   | Plural |
| ----- | -------- | ------- | ------ |  | ----- | -------- | ------ | ------ |
| I     | -kn      | -rm     | -ump   |  | XI    | -uŋk     | -uŋkl  | -uŋkwi |
| II    | -nmaŋ    | -nprump | -nput  |  | XII   | -nm      | -nml   | -ra    |
| III   | -kn      | -ntrm   | -ump   |  | XIII  | -num     | -numul | -ra    |
| IV    | -um      | -mul    | -ra    |  | XIV   | -ut      | -ntrm  | -ra    |
| V     | -kn      | -ntrm   | -ra    |  | XV    | -rm      |        |        |
| VI    | -ŋk      | -ŋkl    | -ŋki   |  | XVI   | -ut      |        |        |
| VII   | -mp      | -mpl    | -ra    |  | XVII  | -ra      |        |        |
| VIII  | -i       | -(i)l   | -ra    |  | XVIII | -mpwi    |        |        |
| IX    | -aw      | -awl    | -ut    |  | XIX   | -nti     |        |        |
| X     | -uŋk     | -uŋkl   | -ra    |  |       |          |        |        |

Beispiel:
| ama-na                           | apak             | na-mal               |
| ich-Genitiv                      | Schwester(II.SG) | 3.SG.Subjekt-sterben |
| „Meine Schwester ist gestorben.“ |                  |                      |

#### Morphologie am Adjektiv
Wie erwähnt, verfügt Yimas nur über fünf echte Adjektive. Dies sind kpa (groß), waca (klein), yua (gut), mama (schlecht) und ma (andere). Nur diese fünf Wörter können in Konstruktionen wie kpa nam (ein großes Haus) verwendet werden. In dieser Konstruktion kann zwischen Adjektiv und Substantiv nichts anderes treten, das Adjektiv bleibt unflektiert und steht immer vor dem Substantiv.
Eine alternative Konstruktion mit freier Wortstellung ist sogar nur mit kpa, yua und ma möglich: nam kpa-nm (ein großes Haus). Die Suffixe, die die Kongruenz in Genus und Numerus zum Bezugswort ausdrücken, stehen dabei direkt am Adjektivstamm. Sollen andere Eigenschaften ausgedrückt werden, stehen Verben zur Verfügung, die mit einem Irrealis-Suffix -k versehen werden und dann ebenfalls die adjektivischen Kongruenzmorpheme annehmen: nam waca-k-nm (ein kleines Haus). Mit diesen Verben ist eine Konstruktion wie *kawŋkra apak oder *kawŋkra-k apak (eine große Schwester (von der Körpergröße her)) nicht möglich, es muss ein Kongruenzsuffix verwendet werden.
Die Kongruenzsuffixe entsprechen weitgehend denen, die an Genitiven zum Einsatz kommen, bei den Genera I (im Singular und Dual), III und V (jeweils im Singular) gibt es jedoch Unterschiede. Die folgende Tabelle stellt alle Suffixe dar. Diejenigen Morpheme, die anders sind, als die an Genitiven verwendeten, sind fett markiert:
| Genus | Singular | Dual    | Plural |  | Genus | Singular | Dual   | Plural |
| ----- | -------- | ------- | ------ |  | ----- | -------- | ------ | ------ |
| I     | -n       | -mampan | -ump   |  | XI    | -uŋk     | -uŋkl  | -uŋkwi |
| II    | -nmaŋ    | -nprump | -nput  |  | XII   | -nm      | -nml   | -ra    |
| III   | -n       | -ntrm   | -ump   |  | XIII  | -num     | -numul | -ra    |
| IV    | -um      | -mul    | -ra    |  | XIV   | -ut      | -ntrm  | -ra    |
| V     | -n       | -ntrm   | -ra    |  | XV    | -rm      |        |        |
| VI    | -ŋk      | -ŋkl    | -ŋki   |  | XVI   | -ut      |        |        |
| VII   | -mp      | -mpl    | -ra    |  | XVII  | -ra      |        |        |
| VIII  | -i       | -(i)l   | -ra    |  | XVIII | -mpwi    |        |        |
| IX    | -aw      | -awl    | -ut    |  | XIX   | -nti     |        |        |
| X     | -uŋk     | -uŋkl   | -ra    |  |       |          |        |        |

#### Morphologie am Verb

##### Kongruenz
Die Verbmorphologie des Yimas gehört zu den komplexesten Systemen, die man in den Sprachen der Welt findet. Finite Verbformen kongruieren mit dem Subjekt und dem Objekt des Satzes in Person und Numerus, mit dem Objekt und dem intransitiven Subjekt auch im Genus. Das Subjekt transitiver Sätze, also solcher mit Objekt, wird dabei anders behandelt als das Subjekt intransitiver Sätze, also solcher ohne Objekt. Man spricht von einer ergativischen Ausrichtung. Das transitive Subjekt löst am Verb keine Kongruenz zum Genus aus. In der dritten Person werden für alle Genera einheitlich die Präfixe n- (Singular), mpɨ- (Dual) und mpu- (Plural) verwendet. Das Präfix des Objekts geht in der Regel dem des Subjekts voraus:
| krayŋ                      | narmaŋ      | k-n-tay                          |
| Frosch(VI.SG)              | Frau(II.SG) | VI.SG.Objekt-3.SG.Singular-sehen |
| „Die Frau sah den Frosch.“ |             |                                  |

In der ersten und zweiten Person werden für intransitives und transitives Subjekt als auch für das Objekt jeweils unterschiedliche Präfixe verwendet. Steht das Objekt in der ersten oder zweiten Person und das Subjekt in der dritten Person, steht das Subjektspräfix vor dem Objektspräfix und hat dann die Form, die normalerweise das Objektpräfix der dritten Person für das Genus I hätte:
| pu-nan-tay                     |
| 3.PL.Subjekt-2.SG.Objekt-sehen |
| „Sie sahen dich.“              |

Steht das Objekt in der ersten Person Singular und das Subjekt in der dritten Person Plural, ist die Reihenfolge der beiden Präfixe frei:
| mpu-ŋa-tay (= ŋa-mpu-tay)      |
| 3.PL.Subjekt-1.SG.Objekt-sehen |
| „Sie sahen mich.“              |

Die Präfixe für die erste und zweite Person lauten wie folgt:
|                  | 1. Person | 1. Person | 1. Person | 2. Person | 2. Person | 2. Person |
|                  | Singular  | Dual      | Plural    | Singular  | Dual      | Plural    |
| ---------------- | --------- | --------- | --------- | --------- | --------- | --------- |
| trans. Subjekt   | ka-       | ŋkra-     | kay-      | n-        | ŋkran-    | nan-      |
| intrans. Subjekt | ama-      | kapa-     | ipa-      | ma-       | kapwa-    | ipwa-     |
| Objekt           | ŋa-       | ŋkra-     | kra-      | nan-      | ŋkul-     | kul-      |

Die Präfixe, die die Kongruenz zum intransitiven Subjekt sowie zum direkten Objekt ausdrücken, sind in der dritten Person gleich und lauten:
| Genus  | Singular | Dual       | Plural |  | Genus | Singular | Dual    | Plural |
| ------ | -------- | ---------- | ------ |  | ----- | -------- | ------- | ------ |
| I / II | na-      | impa-      | pu-    |  | XI    | ku-      | kula-   | kwia-  |
| III    | na-      | tma-       | pu-    |  | XII   | nma-     | nmla-   | ya-    |
| IV     | mu-      | mula-      | ya-    |  | XIII  | numa-    | numula- | ya-    |
| V      | na-      | tma-       | ya-    |  | XIV   | ura-     | tma-    | ya-    |
| VI     | k-       | kla-       | kia-   |  | XV    | ima-     |         |        |
| VII    | p-       | pla-       | ya-    |  | XVI   | ura-     |         |        |
| VIII   | i-       | ila-       | ya-    |  | XVII  | ya-      |         |        |
| IX     | wa-      | wɨla-/ula- | ura-   |  | XVIII | pia-     |         |        |
| X      | ku-      | kula-      | ya-    |  | XIX   | tia-     |         |        |

Auch das indirekte Objekt löst Kongruenz am Verb aus. In der ersten und zweiten Person werden dabei die gleichen Präfixe verwendet, wie für das direkte Objekt. In der dritten Person kommen jedoch Suffixe zum Einsatz, die von den Obliquusformen der Pronomen abgeleitet sind. Die Suffixe haben jeweils zwei Formen, je nachdem, ob nach ihm weitere Suffixe stehen oder nicht. Im Singularsuffix wird dabei das n getilgt, wenn davor ein alveolarer oder palataler Konsonant steht, also t, n, r, c, ɲ, l, y.
|                   | Singular | Dual   | Plural |
| ----------------- | -------- | ------ | ------ |
| am Wortende       | -(n)akn  | -mpn   | -mpun  |
| vor and. Suffixen | -(n)ak   | -rmpan | -mpan  |

Beispiele:
| k-ka-tkam-r-akn                                     |
| VI.SG.Objekt-1.SG.Subjekt-zeigen-Perfekt-3.SG.Dativ |
| „Ich zeigte sie (die Kokosnuss) ihm.“               |

| ta-nan-tkam-r-mpan-ŋ                                         |
| Negation-2.PL.Subjekt-zeigen-Perfekt-3.PL.Dativ-VI.SG.Objekt |
| „Ihr habt sie (die Kokosnuss) ihnen nicht gezeigt.“          |

Steht eines der Satzglieder im Paucal, so wird dies durch ein Suffix -ŋkt angezeigt, das nicht ausdrückt, um welches Satzglied es sich handelt. In der zweiten Person des Subjekts eines transitiven Satzes kommt zusätzlich zu diesem Suffix ein eigenes Kongruenzpräfix paŋ- hinzu. In allen anderen Fällen erfolgt die Kongruenz mit dem Pluralpräfix. Daneben gibt es einige Kongruenzpräfixe, die spezielle Beziehungen ausdrücken und dann die normalerweise verwendeten Präfixe mit dieser Bedeutung ersetzen können. So existiert ein Präfix (ka)mpan-, das ausdrückt, dass eine erste Person Paucal (= wir wenigen) auf eine zweite Person Singular oder Dual (= dich/euch beide) einwirkt.

##### Kopula
Die Kopula, also das Verb, mit dem eine Identität ausgedrückt wird (dt. sein), ist das einzige unregelmäßige Verb im Yimas. Die folgende Tabelle gibt die auftretenden Formen wieder. Präfix und Stamm sind durch einen Bindestrich getrennt dargestellt. Alle Kopulaformen enden auf das Irrealis-Suffix -k, das in der Tabelle nicht abgetrennt dargestellt wird. Der Stamm variiert zwischen ya, a und einem Nullstamm. Eine Paucalform wird wie auch bei den Pronomen nur in der ersten und zweiten Person sowie im Genus I und II, d. h. nur bei Personen, unterschieden. In den Genera VI bis XI wird im Singular zusätzlich unterschieden, ob der Gegenstand sichtbar oder unsichtbar ist.
| Genus     | Singular (sichtbar) | Singular (unsichtbar) | Dual      | Paucal     | Plural     |  | Genus | Singular (sichtbar) | Singular (unsichtbar) | Dual     | Paucal | Plural |
| --------- | ------------------- | --------------------- | --------- | ---------- | ---------- |  | ----- | ------------------- | --------------------- | -------- | ------ | ------ |
| 1. Person | ama-yak             | ama-yak               | kapa-yak  | paŋkra-yak | ayp-ak     |  | X     | kaw-k               | aku-k                 | akul-ak  |        | ar-ak  |
| 2. Person | am-yak              | am-yak                | kapwa-yak | paŋkra-yak | (p)aypw-ak |  | XI    | kaw-k               | aku-k                 | akul-ak  |        | ar-ak  |
| I / II    | an-ak               | an-ak                 | aymp-ak   | akr-ak     | (p)apu-k   |  | XII   | anm-ak              | anm-ak                | anml-ak  |        | ar-ak  |
| III       | an-ak               | an-ak                 | antm-ak   |            | (p)apu-k   |  | XIII  | anum-ak             | anum-ak               | anuml-ak |        | ar-ak  |
| IV        | amu-k               | amu-k                 | amul-ak   |            | ar-ak      |  | XIV   | awr-ak              | awr-ak                | antm-ak  |        | ar-ak  |
| V         | an-ak               | an-ak                 | antm-ak   |            | ar-ak      |  | XV    | aym-ak              | aym-ak                |          |        |        |
| VI        | k-ak                | ak-k                  | akl-ak    |            | aki-ak     |  | XVI   | awr-ak              | awr-ak                |          |        |        |
| VII       | pap-k               | ap-k                  | apl-ak    |            | ar-ak      |  | XVII  | ar-ak               | ar-ak                 |          |        |        |
| VIII      | ayk-k               | ay-k                  | al-ak     |            | ar-ak      |  | XVIII | api-ak              | api-ak                |          |        |        |
| IX        | ay-ak               | y-ak                  | awl-ak    |            | awr-ak     |  | XIX   | anti-ak             | anti-ak               |          |        |        |

Beispiel:
| k-n                                                                                             | akrŋ              | ak-k                  |
| VI.SG-jener                                                                                     | Baumfrosch(VI.SG) | VI.SG.unsichtbar-sein |
| „Das (dort) ist ein Baumfrosch.“ (den man aber gerade nicht sieht, sondern vielleicht nur hört) |                   |                       |

Das /p/ am Anfang des Präfixes der zweiten Person und der Genera I bis III im Plural steht nur, wenn das vor der Kopula stehende Wort auf -mp auslautet.

##### Zeitformen
Yimas verfügt insgesamt über neun echte Zeitformen sowie eine (zeitlose) Irrealisform, die mittels Suffixen markiert werden. Einige davon haben besondere Formen, wenn das Suffix nicht am Wortende steht. Dieses Phänomen tritt auch bei anderen Suffixen auf, wie zum Beispiel den Dativkongruenzmarkern.
| Zeitform              | Bedeutung                                                           | Form am Wortende | Form vor anderen Suffixen |
| --------------------- | ------------------------------------------------------------------- | ---------------- | ------------------------- |
| entferntes Präteritum | mindestens vor fünf Tagen, meist aber deutlich weiter zurückliegend | -ntut            | -ntuk                     |
| mittleres Präteritum  | mindestens vorgestern, kann aber auch Jahre zurückliegen            | -kiantut         | -kiantuk                  |
| nahes Präteritum      | gestern                                                             | -nan             | -na                       |
| nachts                | heute nacht (der Tag beginnt bei den Yimas mit der Abenddämmerung)  | -kia             | -kia                      |
| Perfekt               | heute abgeschlossene Handlung                                       | -t               | -r / -t                   |
| Präsens               | momentan laufende Handlung                                          | na-A+-nt         | na-A+-nt                  |
| Habitualis            | regelmäßige Handlungen, generische AussagenB                        | -wat             | -war                      |
| nahes Futur           | morgenC                                                             | -kiak            | -kiant                    |
| fernes Futur          | frühestens übermorgen                                               | -kt              | -kr                       |
| Irrealis              | irgendwann; gewünschte Handlung, die kurz bevorstehtD               | -k               | -k                        |

A  Das Präfix na- drückt aus, dass eine Handlung definitiv erfolgt oder erfolgen wird. Im Präsens ist es obligatorisch.
B  Das Habitualissuffix kann auch mit dem Suffix für „nachts“ kombiniert werden, was dann also -kiawat bzw. -kiawar ergibt.
C  In seltenen Fällen kann das Suffix für die nahe Zukunft auch vergangene Ereignisse ausdrücken. Vermutlich wird damit ausgedrückt, dass der Sprecher das Ereignis nicht glauben kann oder noch nicht fassen kann.
D  Irrealis drückt entweder aus, dass eine Aussage unabhängig von ihrem Handlungszeitpunkt wahr ist, oder dass eine gewünschte zukünftige Handlung bevorsteht und noch nicht ausgeführt wurde. Aus diesem Grund steht die Kopula (siehe oben) auch stets mit diesem Suffix.
Beispiele:
| ma                                           | ŋarŋ          | na-n-way-mpi-ira-ya-ntut                                         |
| anderer                                      | folgender.Tag | 3.SG.Objekt-3.SG.Subjekt-umkehren-SEQ-her-kommen-entf.Präteritum |
| „Am folgenden Tag kehrte sie zu ihm zurück.“ |               |                                                                  |

| siot                      | na-araŋ-ara-t                            |
| Hemd                      | V.SG.Subjekt-zerreißen-Inchoativ-Perfekt |
| „Das Hemd ist zerrissen.“ |                                          |

| Maŋ-ɲan                              | na-pay-kia-wat                              |
| Maŋi-Obliquus                        | 3.Singular.Subjekt-liegen-nachts-Habitualis |
| „Er schläft für gewöhnlich in Maŋi.“ |                                             |

| ŋarŋ                                                                  | tumpntut | ka-mpan-ya-ka-l-awkura-kiak                                  |
| folgender.Tag                                                         | morgens  | wahrscheinlich-ich.dich-kommen-SEQ-nieder-werden-nahes.Futur |
| „Morgen früh komme ich wahrscheinlich und bringe dich dort hinunter.“ |          |                                                              |

##### Aspekt
Das Yimas kennt drei besondere Aspektformen, den Kompletiv, den Durativ und den Immediativ.
Der Kompletiv -rapi / -tapi / -capi drückt aus, dass eine Handlung ein Objekt vollständig betrifft, oder an allen Mitgliedern einer Gruppe gleichermaßen ausgeführt wird:
| num-n-mat | pu-mal-capi-kiak                               |
| Dorf-Obliquus-Plural | 3.Plural.Subjekt-sterben-Kompletiv-nahes.Futur |
| „Die ganzen Dörfer (gemeint sind deren Bewohner) sind alle gestorben.“ (nahes Futur für vergangenes Ereignis, siehe Fußnote C oben) |                                                |

Der Durativ wird mit einem Präfix nanaŋ- sowie einem Suffix -na(ŋ) gebildet. Er drückt aus, dass eine Handlung kontinuierlich verläuft oder weiter andauert:
| kalk                                           | pu-nanaŋ-wurt-am-na-ntut                                       |
| Sagopudding(V.SG)                              | 3.Plural.Subjekt-Durativ-mischen-essen-Durativ-entf.Präteritum |
| „Sie mischten und aßen weiterhin Sagopudding.“ |                                                                |

Der Immediativ -mpa zeigt an, dass eine Handlung noch andauert oder genau jetzt stattfindet, beginnt oder beendet ist:
| arm                                            | ta-pu-n-ara-mpa-nt-rm                                      |
| Wasser(XV)                                     | Negation-3.Person-definitiv-trocknen-Immediativ-Präsens-XV |
| „Das Wasser ist immer noch nicht vertrocknet.“ |                                                            |

##### Wunsch- und Befehlsformen
Der Imperativ wird mit einem Suffix -n ausgedrückt, dass eine alternative Form -na vor anderen Suffixen besitzt. Daneben werden Numeruspräfixe sowie das Paucalsuffix verwendet, um die Zahl des Subjekts auszudrücken. Die Formen lauten im Einzelnen:
| Numerus  | Form                     |
| -------- | ------------------------ |
| Singular | Verb-n(a)                |
| Dual     | naŋk-Verb-n(a)           |
| Paucal   | na(ŋ)-Verb-na-ŋkt / ŋkan |
| Plural   | na(ŋ)-Verb-n(a)          |

Beispiel:
| kapwa                              | naŋk-ŋa-ŋa-mpa-n                           |
| ihr.beide                          | Dual-1.SG.Dativ-geben-Immediativ-Imperativ |
| „Ihr beide, gebt (es) mir sofort!“ |                                            |

Vor einem Präfix der ersten Person kann auch, wenn das Subjekt nicht in der Einzahl steht, das Imperativpräfix ŋa- verwendet werden. So könnte das oben genannte Beispiel auch kapwa ŋa-ŋa-ŋa-mpa-n mit der gleichen Bedeutung lauten.
Suffixe, die Kongruenz anzeigen, folgen dem Imperativsuffix:
| na-ŋa-mpa-na-ŋkan-mpan-ra                                       | amtra         |
| Plural-geben-Immediativ-Imperativ-Paucal-3.PL.Dativ-V.PL.Objekt | Nahrung(V.PL) |
| „(Ihr wenigen,) gebt ihnen jetzt Nahrung!“                      |               |

Neben dem Imperativ kennt das Yimas auch einen Hortativ, also eine Wunschform der ersten Person. Hierfür wird ebenfalls das Imperativsuffix -n(a) verwendet, jedoch kombiniert mit anderen Numeruspräfixen:
| Numerus  | Form                  |
| -------- | --------------------- |
| Singular | anta-Verb-n(a)        |
| Dual     | aŋka-Verb-n(a)        |
| Paucal   | ay-Verb-na-ŋkt / ŋkan |
| Plural   | ay-Verb-n(a)          |

Beispiel:
| anta-kntŋaca-kia-na-k                                |
| Hortativ.SG-erschrecken-nachts-Imperativ-3.SG.Objekt |
| „Ich will ihn heute Nacht erschrecken.“              |

##### Änderung des Wahrheitswerts von Aussagen
Soll eine Aussage negiert werden, verwendet man im Yimas das Präfix ta-. Hinzu kommen einige Änderungen in den Kongruenzmorphemen. In intransitiven Verbformen wird dabei statt des Präfixes für intransitive Subjekte der ersten und zweiten Person das entsprechende Präfix für transitive Subjekte verwendet. In der dritten Person steht für alle Zahlformen das Präfix pu-. Gleichzeitig wird in allen Personen an die Verbform ein Numerussuffix angefügt: für Dual -rm, für Paucal -ŋkt, für Plural -um(p), Singular bleibt unbezeichnet.
| ta-kay-wa-r-um |
| Negation-1.Plural.Subjekt-gehen-Perfekt-Plural                                                                       |
| „Wir sind nicht gegangen.“ (vgl. die Form ipa-wa-t (Wir sind gegangen.) mit anderem Präfix für die 1. Person Plural) |

In transitiven Sätzen sind die Änderungen noch komplizierter. Ist einer der beiden Handlungsteilnehmer eine erste oder zweite Person, der andere jedoch eine dritte Person (zum Beispiel „ich sehe ihn“, „er sieht dich“, „du siehst sie“ etc.), so steht das Präfix für die 1./2. Person weiterhin als Präfix, der Handlungsteilnehmer der dritten Person wird nicht mehr über ein Präfix ausgedrückt. Stattdessen reflektiert das bereits erwähnte Numerussuffix auf diese Person, wobei im Gegensatz zu den intransitiven Formen auch der Singular ausgedrückt wird (-(k)ak).
| ta-kay-cay-c-ak                                                                                |
| Negation-1.PL.Subjekt-sehen-Perfekt-Singular                                                   |
| „Wir haben ihn nicht gesehen.“ (vgl. nichtnegiert: na-kay-cay; 3.SG.Objekt-1.PL.Subjekt-sehen) |

Gehört das Argument der dritten Person zu den Genera III–XIX, wird statt der Numerussuffixe das adjektivische Kongruenzsuffix verwendet. Dies gilt sowohl für transitive als auch für intransitive Sätze.
| arm                                            | ta-pu-n-ara-mpa-nt-rm                                      |
| Wasser(XV)                                     | Negation-3.Person-definitiv-trocknen-Immediativ-Präsens-XV |
| „Das Wasser ist immer noch nicht vertrocknet.“ |                                                            |

Sind beide Handlungsteilnehmer eine dritte Person, wird das Subjekt als Präfix und das Objekt als Suffix ausgedrückt:
| ta-mpu-tpul-c-rm                                |
| Negation-3.Plural.Subjekt-schlagen-Perfekt-Dual |
| „Sie haben die beiden nicht geschlagen.“        |

Die zahlreichen weiteren mögliche Fälle und deren Realisierungen sind der angegebenen Fachliteratur zu entnehmen.
Neben der Negation kennt das Yimas weitere Präfixe, die sich ähnlich verhalten, wie ta-. Das Potentialis-Präfix ant- drückt aus, dass eine Handlung fast abgelaufen wäre. Das Präfix verschmilzt teilweise mit direkt folgenden Präfixen: mit n- zu anan-, mit mpɨ- zu ampɨ- sowie mit mpu- zu ampu-.
| ant-ka-tu-r-um                                |
| Potentialis-1.SG.Subjekt-töten-Perfekt-Plural |
| „Ich habe sie fast getötet.“                  |

Das Präfix ka- zeigt an, dass eine Handlung wahrscheinlich abläuft. Es kann nicht mit dem Präfix na- kombiniert werden, das in Präsensformen normalerweise verwendet wird:
| ka-mpu-ŋa-tput-n                                         |
| wahrscheinlich-3.PL.Subjekt-1.SG.Objekt-schlagen-Präsens |
| „Sie werden mich wahrscheinlich gleich schlagen.“        |

Das Präfix apu- markiert einen negierten Imperativ, den sogenannten Prohibitiv, also ein Verbot. Das Präfix der zweiten Person des Subjekts entfällt, alle anderen Personalaffixe bleiben im Vergleich zur normalen negierten Verbform unverändert. Der Prohibitiv kann nur im Präsens verwendet werden.
| apu-tmi-nc-mpwi                          | ma-mpwi      |
| Prohibitiv-sprechen-Präsens-XVIII.Objekt | andere-XVIII |
| „Sag nichts mehr!“                       |              |

##### Kausativ
Um aus einem intransitiven Verb, also einem ohne Akkusativ-Objekt, ein transitives Verb zu bilden (sog. Kausativ), kennt das Yimas verschiedene Möglichkeiten. Einige Verben ohne erkennbare morphologische Beziehung zueinander stellen Paare dieser Art dar, wie zum Beispiel irm (stehen) und ta (stellen). Andere Paare von Verben haben den gleichen Stamm, tragen jedoch unterschiedliche Endungen. Ein Beispielpaar hierfür wäre pak-ara (aufgehen, sich öffnen) und pak-aca (aufmachen, öffnen). Mitunter ist diese morphologische Bildung mit Veränderungen im Stamm verbunden: yamp-ara (aufrecht stehen) und kamp-aca (aufstellen). Alle diese Bildungen sind nicht produktiv, d. h. nicht mit allen Verben möglich, sondern nur mit einzelnen. Eine produktive Möglichkeit, eine Kausativform abzuleiten, sind die Präfixe tar- und tmi-. Das erste Präfix bildet normale aktive Kausative. Die durch den Verbstamm beschriebene Handlung wird aktiv durch Beeinflussung des Subjekts ausgelöst. Das zweite Präfix, tmi-, zeigt an, dass die Handlung durch einen Befehl oder Ruf ausgelöst wird. Zwei Beispiele verdeutlichen diesen Unterschied:
| na-ŋa-tar-kwalca-t                                  |
| 3.SG.Subjekt-1.SG.Objekt-Kausativ.A-erheben-Perfekt |
| „Sie hat mich geweckt.“ (bspw. durch schütteln)     |

| na-ŋa-tmi-kwalca-t                                  |
| 3.SG.Subjekt-1.SG.Objekt-Kausativ.B-erheben-Perfekt |
| „Sie hat mich geweckt.“ (bspw. durch rufen)         |

##### Applikativformen
Verschiedene adverbiale oder attributive Satzglieder können im Yimas durch Änderung der Wertigkeit des Verbs oder durch Affixe am Verb als direktes oder indirektes Objekt in den Satz eingebunden werden.
Belebte Besitzer des direkten Objekts können wie in vielen Sprachen – teilweise auch im Deutschen – in ein indirektes Objekt umgewandelt werden:
| maŋkaŋkl | kla-[kpa-ŋkl]-cɨ-ntuk-nakn                                       |
| Arm(VI.Dual) | VI.Dual.Subjekt-[groß-VI.Dual]-werden-entf.Präteritum-3.SG.Dativ |
| „Seine Arme sind groß geworden.“ (wörtlich: „Die Arme sind ihm groß geworden.“) (Bem.: der [eingeklammerte] Teil der Verbform ist ein inkorporiertes Adjektiv) |                                                                  |

Begleiter des Subjekts können mithilfe des Komitativ-Applikativ-Präfixes taŋ- als indirektes Objekt aufgefasst werden:
| impa-n-taŋ-kwalca-t                                  |
| 3.Dual.Objekt-3.SG.Subjekt-Kom.Appl.-erheben-Perfekt |
| „Er wachte mit den beiden zusammen auf.“             |

Nutznießer einer Handlung können ebenfalls als indirektes Objekt ausgedrückt werden. Hierzu verwendet man im Yimas das Benefaktiv-Applikativ-Suffix -ŋa:
| yara                        | ya-ka-kra-ŋa-r-akn                                              |
| Baum(V.PL)                  | V.PL.Objekt-1.SG.Subjekt-schneiden-Ben.Appl.-Perfekt-3.SG.Dativ |
| „Ich fällte Bäume für ihn.“ |                                                                 |

Auch das Ziel einer Bewegung wird auf diese Art in ein Objekt umgewandelt. Das Allativ-Applikativ-Präfix ira- bewirkt dies:
| na-mpu-na-ira-wa-n                                         |
| 3.SG.Objekt-3.PL.Subjekt-definitiv-All.Appl.-gehen-Präsens |
| „Sie gehen gerade zu ihm.“                                 |

Weiterhin kann die Blickrichtung bei einer Handlung ausgedrückt werden, indem man das „Visuativ“-Applikativ-Präfix taŋkway- verwendet:
| na-n-taŋkway-wampaki-kiak-nakn                                                                                                |
| V.SG.Objekt-3.SG.Subjekt-Vis.Appl.-werfen-nahes.Futur-3.SG.Dativ                                                              |
| „Er warf es auf ihn (während er zu ihm schaute).“ (Bem.: Nahes Futur hier für ein Ereignis in der Vergangenheit, siehe oben.) |

Wird ein Objekt getragen und dabei eine andere Handlung ausgeführt, besteht im Yimas die Möglichkeit, dies in einer einzigen Verbform auszudrücken. Das „Kinetiv“-Applikativ-Präfix pampay- bewirkt, dass einem Verb die Handlung des Tragens mit inbegriffen wird:
| na-n-pampay-iray-pra-k                                 |
| 3.SG.Objekt-3.SG.Subjekt-Kin.Appl.-weinen-hin-Irrealis |
| „Er weinte, während er sie zum Dorf trug.“             |

Schließlich besteht im Yimas noch die Möglichkeit, mit einem „Sequitiv“-Applikativ-Präfix tur- auszudrücken, dass jemand einen Handlungsträger bei Ausübung der Handlung verfolgt:
| pu-n-tur-awramu-ŋ                                    | ma-nan                          |
| 3.PL.Objekt-3.SG.Subjekt-Seq.Appl.-betreten-Irrealis | Männerkulthaus(VII.SG)-Obliquus |
| „Er folgte ihnen in das Männerkulthaus.“             |                                 |

##### Iterativformen
Um eine immer wieder ausgeführte Handlung auszudrücken, besteht im Yimas die Möglichkeit, den Verbstamm zu reduplizieren. Dabei wird nicht immer der gesamte Stamm verdoppelt, sondern manchmal nur ein Teil. Die entstehenden Iterativstämme sind jedoch nicht vollständig vorhersagbar. Die folgende Tabelle stellt Beispiele für reduplizierte Stämme zusammen.
| Verb        | normaler Stamm | reduplizierter Stamm | Bemerkung                                      |
| ----------- | -------------- | -------------------- | ---------------------------------------------- |
| brechen     | ark            | arkark               |                                                |
| sehen       | tay            | tacay                | die Verschmelzung von /yt/ zu c ist regelmäßig |
| ablegen     | wul            | wurtwurt             |                                                |
| hineinlegen | api            | apapi                |                                                |
| weinen      | iray           | iratay               | der Wechsel von /r/ zu t ist regelmäßig        |
| halten      | tal            | tarat                |                                                |

##### Verbserialisierung
Im Yimas gibt es die Möglichkeit, verschiedene Handlungen so zusammenzufassen, dass sie nur noch eine Verbform bilden. Dies nennt man Verbserialisierung. Drei verschiedene Konstruktionen sind bekannt.
In der ersten Konstruktion werden die einfachen Verbstämme direkt hintereinandergesetzt, wodurch ein komplexer Verbstamm entsteht. Die Bedeutung einer solchen Verknüpfung beinhaltet, dass die Handlungen gleichzeitig ablaufen oder dass sie in einer dichten Abfolge auftreten und die erste Handlung die zweite auslöst usw. Oft stehen in solchen Verbformen auch Präfixe zur Verdeutlichung, dass die Handlungen kontinuierlich ablaufen (yakal-) oder langandauernd sind (nanaŋ-). Auch Reduplikation (siehe voriger Abschnitt) tritt in diesem Zusammenhang häufig auf.
| pu-n-yakal-caŋ-tantaw-malak-ntut                                                                      |
| 3.PL.Objekt-3.SG.Subjekt-kontinuierlich-Komitativ.Applikativ-sitzen.Iterativ-sprechen-entf.Präteritum |
| „Er setzte sich zu ihnen, während er mit ihnen sprach.“                                               |

| marŋki                                        | kia-kay-nanaŋ-kamat-kula-ntut                                   |
| Blattstiel(VI.PL)                             | VI.PL.Objekt-1.PL.Subjekt-dauernd-suchen-laufen-entf.Präteritum |
| „Wir gingen nach Blattstielen suchend herum.“ |                                                                 |

Die zweite Konstruktion drückt ebenfalls gleichzeitig ablaufende Handlungen aus. Hierbei tritt jedoch zwischen die beiden zu verknüpfenden Verbstämme das Morphem -ra-:
| apurŋkat                                            | na-yakal-apapan-ra-kula-ntut                                                  |
| Skink(V.PL)                                         | 3.SG.Subjekt-kontinuierlich-schießen.Iterativ-simultan-laufen-entf.Präteritum |
| „Er lief umher und schoss Skinks (eine Echsenart).“ |                                                                               |

Ein anderes Morphem, -mpi-, tritt zwischen die beiden Verbstämme, wenn aufeinanderfolgende Handlungen verknüpft werden sollen, die jedoch in keinem Abhängigkeitsverhältnis zueinander stehen.
| pla-n-ma-awkura-mpi-kacakapi-mpi-tɨ-pra-k                                                 |
| VII.PL.Objekt-3.SG.Subjekt-hinein-sammeln-Sequenz-verstecken-Sequenz-ablegen-hin-Irrealis |
| „Er erhielt diese (Flöten, VII.PL), versteckte sie und legte sie darin ab.“               |

Wie man an diesem Beispiel sieht, können auch mehr als zwei Verben auf diese Weise miteinander verknüpft werden. Das gilt auch für die anderen Konstruktionen.

##### Inkorporation
In Verbformen können verschiedene Satzglieder inkorporiert werden. Das bedeutet, dass das gesamte Satzglied in die Verbform eintritt. In den Beispielen wird ein inkorporierter Satzteil in [eckige Klammern] gesetzt. Im folgenden Beispiel ist sowohl ein Adverb als auch ein Substantiv inkorporiert:
| ampan-[pay]-[pucm]-api-n                                          |
| Hortativ+2.SG.Dativ-[zuerst]-[Zeit(VII.SG)]-hineinlegen-Imperativ |
| „Ich will dir zunächst Zeit geben.“                               |

Auch Adjektive können in Verbformen treten. Dies findet man besonders häufig in Verbindung mit dem Verb tɨ / cɨ (werden):
| patn                                    | na-mpu-ŋa-taŋ-[mama-k-n]-tal-cɨ-t                                                                         |
| Betelnuss(V.SG)                         | V.SG.Objekt-3.PL.Subjekt-1.SG.Dativ-Komitativ.Applikativ-[schlecht-Irrealis-V.SG]-Kausativ-werden-Perfekt |
| „Sie haben mir die Betelnuss ruiniert.“ | |

##### Infinite Verbformen
Das Yimas kennt nur ein Suffix, das infinite Verbformen ableitet. Es lautet normalerweise -ru, kann jedoch abhängig von der lautlichen Umgebung zu -r, -tu oder -t werden. Verbstämme mit diesem Suffix können als Infinitiv, Partizip oder Verbalsubstantiv verwendet werden. Die Endungen für die Zeitformen können nicht mit dem Infinitivsuffix kombiniert werden. Ins Deutsche müssen Verbformen mit diesem Suffix oft als Nebensätze übersetzt werden.
| tu-r-awt             |
| töten-Infinitiv-I.SG |
| „Mörder“             |

| ayk-t-wal                |
| heiraten-Infinitiv-Weise |
| „Heiratsbrauch“          |

| tpuk                                                   | am-t-uŋ              | ku-n-kacapal                       |
| Sagokuchen(X.SG)                                       | essen-Infinitiv-X.SG | X.SG.Objekt-3.SG.Subjekt-vergessen |
| „Er vergaß den Sagokuchen, der zum Essen gedacht war.“ |                      |                                    |

| nam                               | wark-t-nti          | tia-ka-ira-karŋkra-t                                       |
| Haus(XII.SG)                      | bauen-Infinitiv-XIX | XIX.Objekt-1.SG.Subjekt-Allativ.Applikativ-ermüden-Perfekt |
| „Das Hausbauen hat mich ermüdet.“ |                     |                                                            |

Partizipien können auch ohne eigenes Morphem gebildet werden, indem man einfach das adjektivische Kongruenzsuffix an ein Verb setzt. In dieser Konstruktion können auch Endungen für Zeitformen verwendet werden.
| mampayŋki                                  | krk-r-ŋki            | kumpwi      | kia-mp-awl                                |
| Banane(VI.PL)                              | reifen-Perfekt-VI.PL | Junge(I.PL) | VI.PL.Objekt-3.PL.Subjekt-erhalten/nehmen |
| „Die Jungen nahmen die gereiften Bananen.“ |                      |             |                                           |

### Syntax

#### Nominalphrasen
Wie bereits beschrieben, gehen die reinen Adjektive und Genitive, also solche ohne Kongruenz zum Nomen, dem Nomen voraus. Soll ein Adjektiv oder Genitiv nachgestellt werden, muss ein Suffix verwendet werden, dass die Kongruenz anzeigt. Die beiden folgenden Beispiele verdeutlichen den Unterschied an einer Genitivverbindung.
| ama-na                    | matn-na              | kay           |
| ich-Genitiv               | Bruder(I.SG)-Genitiv | Kanu(VIII.SG) |
| „das Kanu meines Bruders“ |                      |               |

| kay                       | ama-na      | matn-na-y                    |
| Kanu(VIII.SG)             | ich-Genitiv | Bruder(I.SG)-Genitiv-VIII.SG |
| „das Kanu meines Bruders“ |             |                              |

Demonstrativpronomen tragen auch wenn sie dem Nomen vorausgehen, ein Kongruenzsuffix:
| m-ŋkl              | tuŋkurŋkl     |
| jenes.hier-VI.Dual | Auge(VI.Dual) |
| „jene Augen hier“  |               |

#### Satzstellung
Die Satzstellung ist im Yimas relativ frei. Generell ist jede Stellung von Subjekt, Objekt und Verb zueinander möglich, jedoch werden Satzstellungen bevorzugt, in denen das Verb nicht am Satzanfang steht. Beispielsweise sind im Satz marmpn kay ikaakmpiwul („Ich schob das Kanu in den Fluss.“) alle sechs logisch möglichen Wortstellungen korrekt.

#### Fragesätze
Generell können Aussagesätze durch eine am Ende des Satzes ansteigende Intonation in einen Fragesatz umgewandelt werden. Zusätzlich kann eine Partikel a verwendet werden, die am Satzende steht und Fragesätze kennzeichnet:
| namat                                              | uraŋ      | kmpunantkamt              | a             |
| Männer                                             | Kokosnuss | sie.haben.sie.dir.gezeigt | Fragepartikel |
| „Haben dir die Männer die/eine Kokosnuss gezeigt?“ |           |                           |               |

#### Relativsätze
Relativsätze sind vollständige Sätze, die als Attribut an ein Substantiv angefügt werden. Dieses Bezugswort ist dabei gleichzeitig eines der Satzglieder des Relativsatzes und wird im Yimas durch das Demonstrativpronomen der Nähe m- ausgedrückt, das das entsprechende Kongruenzpräfix am Verb ersetzt. Stattdessen wird wie in anderen Formen ein Suffix zur Anzeige der Kongruenz verwendet.
| krayŋ                              | m-ka-tu-r-ŋ                                  |
| Frosch(VI.SG)                      | dies-1.SG.Subjekt-töten-Perfekt-VI.SG.Objekt |
| „der Frosch, den ich getötet habe“ |                                              |

| Elias                                                      | m-kra-pay-pra-kia-ntuk-ŋkt-Ø                                         | mota-nan                 |
| Elias(I.SG)                                                | dies-1.PL.Objekt-tragen-hin-Nähe-entf.Präteritum-Paucal-3.SG.Subjekt | Außenboardmotor-Obliquus |
| „Elias, der uns mit seinem Außenboarder hingebracht hatte“ |                                                                      |                          |